# Saint-Ouen-les-Vignes
Saint-Ouen-les-Vignes ist eine französische Gemeinde mit 975 Einwohnern (Stand: 1. Januar 2022) im Département Indre-et-Loire, in der Région Centre-Val de Loire. Sie gehört zum Arrondissement Loches und zum Kanton Amboise. Ihre Einwohner nennen sich Audoniens. Die Gemeinde ist Mitglied des Gemeindeverbandes Communauté de communes du Val d’Amboise.

## Geographie
Saint-Ouen-les-Vignes liegt etwa 29 Kilometer ostnordöstlich von Tours am Flüsschen Ramberge. Die Gemeinde gehört zum Weinbaugebiet Touraine-Amboise. Die Nachbargemeinden von Saint-Ouen-les-Vignes sind Montreuil-en-Touraine im Norden und Westen, Autrèche im Norden und Nordosten, Cangey im Osten und Nordosten, Limeray im Osten und Südosten sowie Pocé-sur-Cisse im Süden und Südwesten.

## Demographie
| Jahr                       | 1962 | 1968 | 1975 | 1982 | 1990 | 1999 | 2006 | 2017 |
| Einwohner                  | 519  | 496  | 571  | 727  | 747  | 941  | 1033 | 1016 |
| Quellen: Cassini und INSEE |      |      |      |      |      |      |      |      |

## Sehenswürdigkeiten

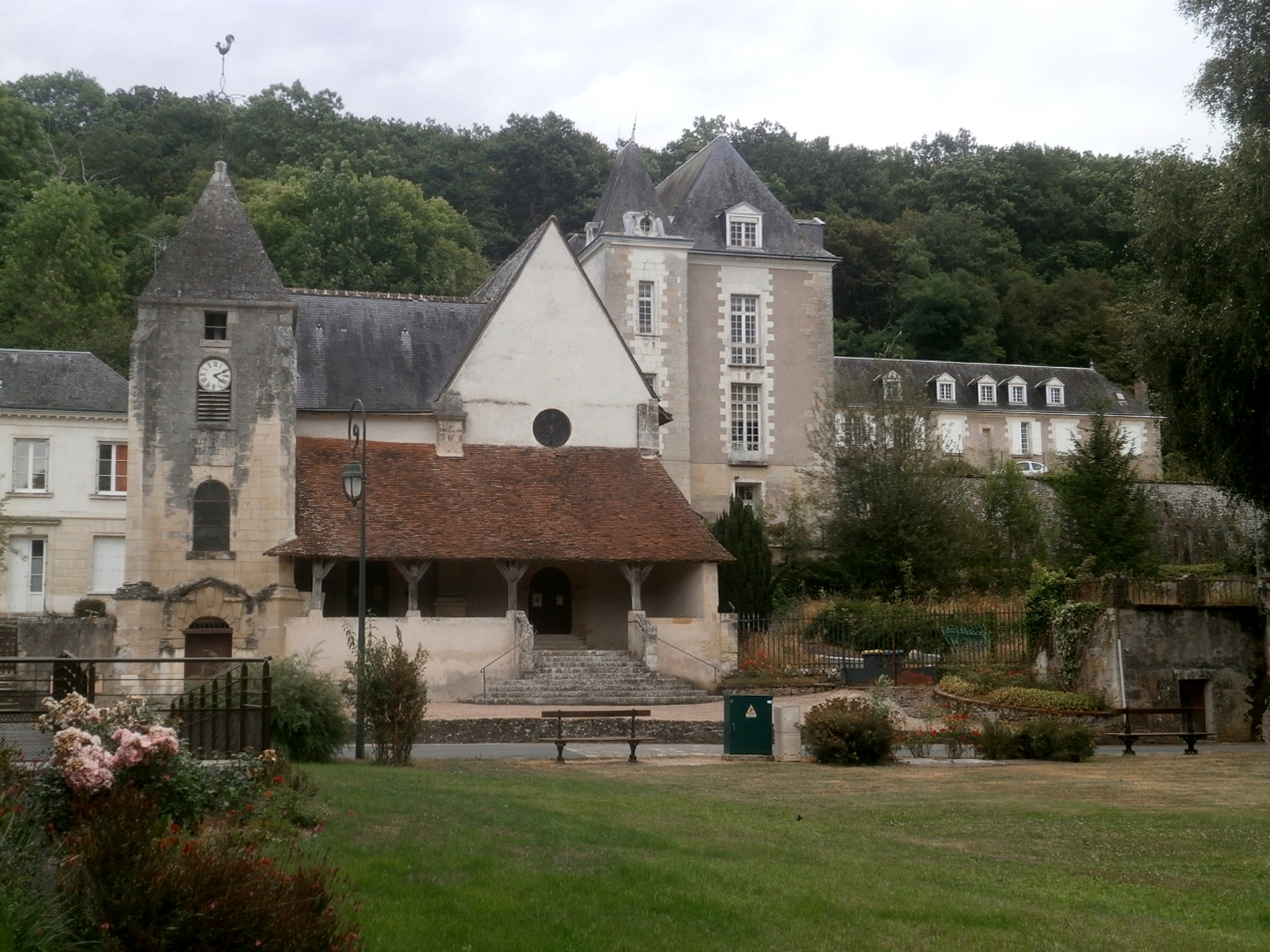
Kirche Saint-Ouen und Schloss

- Kirche Saint-Ouen
- Schloss